# Кошачий глаз (камень)

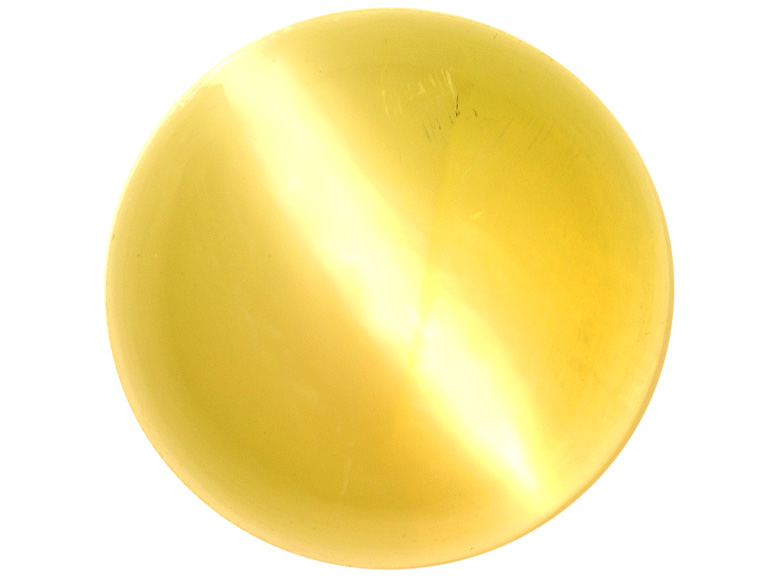
Классический «кошачий глаз» — цимофан

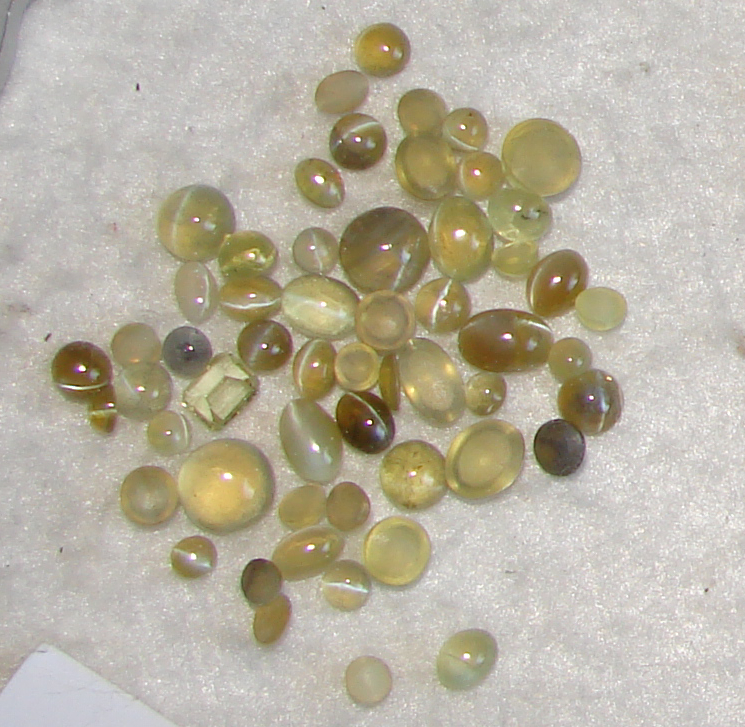
Кабошоны хризоберилла с эффектом «кошачьего глаза». Бразилия

Коша́чий глаз — геммологическое название зеленовато-жёлтой разновидности хризоберилла (цимофана) со специфическим световым эффектом бегающего по поверхности блика. Впервые эффект был описан Гаюи в 1798 году. Это оптическое явление напоминает наблюдателю глаз кошки.
В настоящее время термин употребляется более широко в отношении различных декоративно-самоцветных камней, у которых отмечается перемещение переливающейся световой полосы при повороте камня. Этот оптический эффект (переливчатость) лучше всего наблюдается в полированных кабошонах, но часто виден ещё на необработанном сколе или срезе камня при его повороте. Наиболее ярко он выражен у хризоберилла. Такие минералы, как кварц с включениями волокнистых минералов, турмалин с системой микроскопических взаимнопараллельных внутренних каналов-пустот, ориентированных вдоль основной оси, скаполит, фибролит (волокнистый силлиманит), параллельно-волокнистые сорта нефрита и диопсид также могут обладать «эффектом кошачьего глаза». Если термин «кошачий глаз» употребляется без указания минерала, то он относится к хризобериллу. У хризоберилла этот эффект обусловлен отражением света от микроскопических полых каналов или включений, ориентированных параллельно одной из кристаллографических осей. А у таких камней, как «соколиный глаз» и продуктов его естественного выветривания — «тигровый глаз» и «бычий глаз», переливчатость обусловлена параллельно-тонковолокнистой структурой агрегатов, родственной структуре асбеста.
Хризоберилловый кошачий глаз — весьма ценный ювелирный камень. Лучшие его образцы добываются в Шри-Ланке и на Мадагаскаре. Известны также из Малышевского месторождения («Изумрудные копи», Средний Урал, Россия).

## Кварцевый кошачий глаз
«Кварцевый кошачий глаз» — одна из многих разновидностей минерала кварц, встречающаяся в природе относительно редко. Этот камень представляет собой кварц с тончайшими и определённым образом расположенными системами параллельных полых каналов или волосовидных включений асбестовых минералов. Тонкие включения (актинолит, амфибол-асбесты) врастают в кварц, захватываемые кристаллом при его росте. Эти включения порой бывают частично или полностью разрушены, растворены, или замещены кварцем, в последнем случае представляя собой псевдоморфозы кварца по минералу-включению. Термин «кварцевый кошачий глаз» употребляется преимущественно среди камнерезов-любителей и ювелиров, в то время  как грамотное обозначение такого камня, — «кварц с эффектом кошачьего глаза».
Месторождения кварцевого кошачьего глаза известны в Бразилии, Индии, в Шри-Ланке (вторичные отложения — галечники).